# Edi Rama
Edi Rama (született: Edvin Kristaq Rama, Tirana, 1964. július 4. –) albán politikus, festő, író, volt egyetemi oktató, publicista és egykori kosárlabdázó, aki 2013 óta Albánia 33. miniszterelnöke. 2005 óta az Albán Szocialista Párt tagja.
Miniszterelnöki hivatala előtt Rama számos pozíciót töltött be. 1998-ban kulturális, ifjúsági és sportminiszterré nevezték ki, hivatalát 2000-ig töltötte be. Először 2000-ben választották Tirana polgármesterévé, 2003-ban és 2007-ben újraválasztották. A balközép pártok koalícióját Rama vezette a 2013-as parlamenti ülésen. A választásokon legyőzték a Sali Berisha hivatalban lévő miniszterelnök Albán Demokrata Pártja körüli jobbközép koalíciót. Ramát a 2017-es választásokat követően második ciklusra nevezték ki miniszterelnöknek. Rama harmadik mandátumot szerzett a 2021-es parlamenti választást követően, amelyen zsinórban másodszor győzte le az Albán Demokrata Párt jelöltjét, Lulzim Basát. Ő az egyetlen albán miniszterelnök a történelemben, aki zsinórban három parlamenti választást nyert meg. Pártja 2013 óta mind az öt albán választást megnyerte.
Egyik kezdeményezője volt a nyugat-balkáni országok gazdasági övezetének, az Open Balkannak, amely „négy szabadságot” kíván garantálni.